# Jarowskij
Jarowskij är ett svenskt TV-produktionsbolag som ingår i den multinationella TV-koncernen Zodiak Media. I Sverige ingår även Mastiff och Yellow Bird. Jarowskij är ett av Sveriges största produktionsbolag och det i särklass största inom humorgenren. Jarowskij grundades år 1986 av Rolf Sohlman och sysslade till en början främst med produktion av TV-reklam, men började gradvis att producera TV-program.
År 2004 förvärvades Jarowskij av MTV Produktion, som senare bytte namn till Zodiak Television och som numera är en del av Zodiak Entertainment. Jarowskij producerar TV-program och långfilm.

## Produktioner
| Program                         | Sändning  | Beställare/kanal | Noter                    |
| ------------------------------- | --------- | ---------------- | ------------------------ |
| Fångarna på fortet              | 1992-     | TV4              |                          |
| Småpratarna                     | 1993-1997 | TV4              |                          |
| Jakten på Röda Rubinen          | 1994      | TV4              |                          |
| Anmäld försvunnen               | 1995      | TV4              |                          |
| Vänner och fiender              | 1996-2000 | TV3/Kanal 5      |                          |
| OP:7                            | 1997-1998 | Kanal 5          |                          |
| Stadskampen                     | 1997-2005 | TV4              |                          |
| Jobbet och jag                  | 1998      | Kanal 5          |                          |
| Fråga Olle                      | 1998-     | Kanal 5          |                          |
| c/o Segemyhr                    | 1999-2004 | TV4              |                          |
| Nya tider                       | 1999-2006 | TV4              |                          |
| Lukas 8:18                      | 1999      | SVT              |                          |
| Parlamentet                     | 1999-     | TV4              |                          |
| Brottsvåg                       | 2000      | Kanal 5          |                          |
| Room Service                    | 2001-     | Kanal 5          |                          |
| Vår man i rutan                 | 2001      | Kanal 5          | Samproduktion med Orkan. |
| Heja Björn                      | 2002      | TV4              |                          |
| Samtidigt på Gröna Lund         | 2002      | TV4              |                          |
| Time out                        | 2003-     | TV4              |                          |
| Fråga Olle dokumentären         | 2003-2013 | TV4              |                          |
| Paragraf 9                      | 2003      | TV3              |                          |
| Riket                           | 2004-2005 | SVT              |                          |
| Kvinnor emellan                 | 2004      | SVT              |                          |
| Wild Kids                       | 2005-     | SVT              |                          |
| Sveriges värsta bilförare       | 2005-     | TV4              |                          |
| Antikdeckarna                   | 2005-     | TV4 Plus         |                          |
| Riket Stormaktstiden            | 2005      | SVT              |                          |
| Hon och Hannes                  | 2005      | SVT              |                          |
| Extra! Extra!                   | 2006-2012 | TV3              |                          |
| Sing along                      | 2006-2012 | TV3              |                          |
| Hombres                         | 2006      | Kanal 5          |                          |
| Malmvägen                       | 2006      | Kanal 5          |                          |
| Welcome to Sweden               | 2007      | Kanal 5          |                          |
| Hjälp!                          | 2007-     | TV4              |                          |
| Habib                           | 2008      | SVT              |                          |
| Det sociala spelet              | 2008      | TV4              |                          |
| Solsidan                        | 2010-     | TV4              | Med FLX.                 |
| Hellenius hörna                 | 2010-     | TV4              |                          |
| Välkommen åter                  | 2010      | TV4              |                          |
| Semesterduellen                 | 2011      | TV3              |                          |
| Gustafsson 3 tr                 | 2011      | TV4              |                          |
| Kontoret                        | 2012-     | TV4              |                          |
| Kockarnas kamp                  | 2012-     | TV4              |                          |
| Kan du slå en pensionär?        | 2012-     | SVT              |                          |
| I huvudet på Gunde Svan         | 2013-     | TV4              |                          |
| Familjen Holstein-Gottorp       | 2013      | TV4              |                          |
| Mia på Grötö                    | 2013-     | TV4              |                          |
| Helt sjukt                      | 2013-     | TV4              |                          |
| Svensk humor                    | 2013      | SVT              |                          |
| Husräddarna                     | 2013-     | TV3              |                          |
| SNN News                        | 2013-2014 | TV4              |                          |
| Morran och Tobias               | 2014-     | SVT              |                          |
| Welcome to Sweden               | 2014-     | NBC/TV4          |                          |
| Hårdvinklat                     | 2014      | TV3              |                          |
| Tsatsiki, farsan och olivkriget | 2015      | Långfilm         |                          |
| Renées brygga                   | 2015-     | TV4              |                          |
| Svenska fall för FBI            | 2015-     | TV4              |                          |
| Unga bönder                     | 2015      | TV4              |                          |
| Grym kemi                       | 2015      | UR               |                          |
| Brottsplats Sverige             | 2015-     | TV4              |                          |
| Finaste familjen                | 2016-     | TV4              |                          |
| Svartsjön                       | 2016-2018 | TV3              |                          |
| Sveriges Bästa                  | 2016      | TV4              |                          |
| Wild Things Sverige             | 2016      | Kanal 5          |                          |
| Vår tid är nu                   | 2017-     | SVT              |                          |
| Duellen                         | 2017-     | SVT              |                          |
| Lyckligare kan ingen vara       | 2018      | Långfilm         |                          |
| Mumbo Jumbo                     | 2018-     | TV4              |                          |
| Svansen i kläm                  | 2018      | SVT              |                          |
| Parterapi                       | 2019-     | Kanal 5          |                          |
| Mirakel                         | 2020      | SVT              |                          |
| En helt vanlig familj           | 2023      | Netflix          |                          |

## Källhänvisingar
1. ↑  hämtat från: svenskspråkiga Wikipedia.[källa från Wikidata]
2. ↑  MTV köper Jarowskij, Resumé, 19 augusti 2004
3. ↑  MTV byter namn, Resumé, 3 november 2004
4. ↑  TV4:s nya såpa ska locka yngre tittare, Dagens Media, 6 april 1999
5. ↑  Svart komedi som experiment. Tv-serie gjord på rekordtid. "Att rationalisera inspelningen sparar pengar.", Dagens Nyheter, 28 januari 1999
6. ↑  Kanal5 köper inredningsprogram från Jarowskij, Dagens Media, 23 januari 2001
7. ↑  Pontus Gårdinger ska ge Kanal 5 ett ansikte, Dagens Media, 12 mars 2001
8. ↑  Reklamare i huvudrollen i TV4s nya drama, Dagens Media, 13 november 2001
9. ↑  Livemusik i TV4s sommarshow, Dagens Media, 7 juni 2002
10. ↑  SVT:s Riket knäckte Fyrans Ringen, Resumé, 29 november 2004
11. ↑  Jarowskij gör barnprogram i SVT, Resumé, 25 juni 2007
12. ↑  Herngren gör stor humor för Jarowskij, Resumé, 19 juni 2008
13. ↑  Jarowskij gör kvinnligt skruvat varuhus för TV4, Resumé, 4 maj 2009
14. ↑  Han får fortsätta, Jarowskij, 14 december 2011
15. ↑  Fredde Granberg och Hanna Hedlund i den nya säsongen av Finaste familjen Arkiverad 6 januari 2019 hämtat från the Wayback Machine., Bonnier Broadcasting, 30 augusti 2018
16. ↑  Det blir en tredje säsong av Vår tid är nu!, Jarowskij, 22 november 2017